# Ернст Цюндель
Ернст Цюндель (нім. Ernst Zündel; 24 квітня 1939, Бад-Вільдбад, Баден-Вюртемберг — 6 серпня 2017) — німецький публіцист і видавець, один із провідних істориків-ревізіоністів, що піддають сумніву факт масового винищення євреїв (Голокосту) під час Другої світової війни. Засновник та керівник канадської видавничої компанії Samisdat Publishers, Ltd. (Торонто, Онтаріо), яка протягом 1980-х і 1990-х років, здійснювала випуск книг та брошур, пов'язаних із запереченням Голокосту.

## Життєпис
Цюндель народився у Бад-Вільдбаді, Баден-Вюртемберг, Німеччина. У 1958 році Цюндель переселився з Німеччини в Канаду. У 1960 році він одружився з франко-канадкою Янік Ляруш, з якою має синів П'єра та Ганса. 1977 року Цюндель заснував у Торонто видавництво Samisdat Publishers, Ltd., де виходили видання, які заперечували голокост.
У 1985 році у Торонто відбувся суд над Ернстом Цюнделем, який був обвинувачений єврейською організацією в поширенні ревізіоністської літератури. Цюндель був засуджений до 19 місяців в'язниці
У 1988 році над Цюнелем відбувся суд в Канаді у справі про заперечення Голокосту. Свідками були Йозеф Гінзбург, Девід Ірвінг і  Фред Лейхтер. Щоб захистити обвинуваченого в Канаді Ернста Цюнделя, Лейхтер за власною ініціативою самостійно провів дослідження руїн газових камер в кількох нацистських концтаборах. У лютому 1988 року Лейхтер поїхав до Польщі разом з дружиною Кароліною, відеооператором Юргеном Нейманом, малювальником Говардом Міллером та перекладачем з польської Тюдаром Рудольфом, щоб упевнитися, чи дійсно газові камери в Освенцимі I, Освенцімі-Біркенау і Майданеку були задумані як місце страти. Цюнель був засуджений канадським судом за поширення неправдивої інформації, до 9 місяців.
1991 року Цюндель приїхав у Німеччину, де його було оштрафовано на 6400 євро. Повернувшись у Канаду, в 1992 був виправданий рішенням Верховного суду, який визнав його право на свободу слова. У 1994 Цюндель створив ревізіоністський сайт в Інтернеті, супроводом цього сайту з США займалася його дружина. 8 травня 1995 року його помешкання у Торонто було спалене, йому було завдано матеріальної шкоди на 400 000 $. «Єврейський збройний рух Опору» взяв на себе відповідальність за підпал. Через п'ять днів, за незаконне проникнення у помешкання Цюнделя, були затримані поліцією Ірвін Рубін, лідер «Ліги захисту євреїв», та Меїр Вайнштейн, очільник торонтського осередку «Ліги захисту євреїв». Жодних звинувачень проти них не було висунуто поліцією, їх відпустили. Після пожежі Цюнделю було надіслано у бандеролі бомбу.
5 лютого 2003 року Цюнделя заарештовано у США за порушення імміграційного законодавства. 19 лютого 2003 року Цюнделя депортовано у Канаду, попри те, що у нього дозвіл на перебування в Канаді вже закінчився. Канада не надала йому громадянство та відмовила у наданні притулку.
У 2003 році Цюнделя було заарештовано канадською владою за запитом Німеччини, ордер на його арешт був виданий ще у 1996 році: він просидів у канадській в'язниці два роки, перш ніж був офіційно визнаний загрозою національній безпеці цієї країни, — і 24 лютого 2005 року органи канадської юстиції надали дозвіл на передачу його Німеччині, де над ним почався суд.
У перший же день суд було відкладено: суддя Ульріх Майнерцгаґен (Ulrich Meinerzhagen) відсторонив одного з адвокатів на підставі того, що раніше цього року йому було заборонено займатися адвокатською практикою через расистські погляди та поширення антисемітської пропаганди. Другий адвокат назвав це «заходами, на які не йшли навіть у радянських ГУЛАГах».
У лютому 2007 року над Цюнделем відбувся суд у Німеччині. Підставою для притягнення Цюнделя до відповідальності, стало написання ним книги «Чи насправді померли шість мільйонів євреїв?». Цюндель та його адвокат так і не змогли переконати суд, що він лише мирний політично активний громадянин, який здійснює своє право на свободу слова. Він був засуджений земельним судом Маннгейму до п'яти років за розпалення міжрасової та міжетнічної ненависті, за образу та наругу над пам'яттю загиблих, за поширення на своєму сайті інформацію, котра заперечує факт масового знищення нацистами євреїв у роки Другої світової війни.. До цього моменту він уже перебував у в'язниці два роки, після того, як у 2005 році був екстрагований до ФРН з Канади. У своєму завершальному слові Цюндель заявив, що суд повинен винести рішення щодо створення незалежної комісії дослідників Голокосту. При цьому він пообіцяв, що публічно вибачиться перед євреями, якщо факт використання газових камер для знищення людей буде доведено.
1 березня 2010 року Ернст Цюндель після п'яти років тюремного ув'язнення вийшов на волю.. Біля воріт в'язниці Мангейма Цюнделя зустрічали близько 20 прихильників, деякі принесли йому квіти.

## Медіа
- Ernst Zündel
- Ernst Zündel demonstration
- Ernst Zuendel — Another Voice of Freedom xx — Interview with Carlo Mattogno Audio/Visual: sound, color (EN, 24m 05s, 720x480) 1994
- Ernst Zundel and John Ball re: Schindler's List part 1 of 3
- Ernst Zundel and John Ball re: Schindler's List part 2 of 3 [Архівовано 25 вересня 2016 у Wayback Machine.]
- Ernst Zundel and John Ball re: Schindler's List part 3 of 3 [Архівовано 13 жовтня 2016 у Wayback Machine.]
- Ernst Zundel on 'Truth for the Times' — 1/5 [Архівовано 4 жовтня 2016 у Wayback Machine.]
- Ernst Zundel on 'Truth for the Times' — 2/5 [Архівовано 22 серпня 2018 у Wayback Machine.]